# St Machar's Cathedral

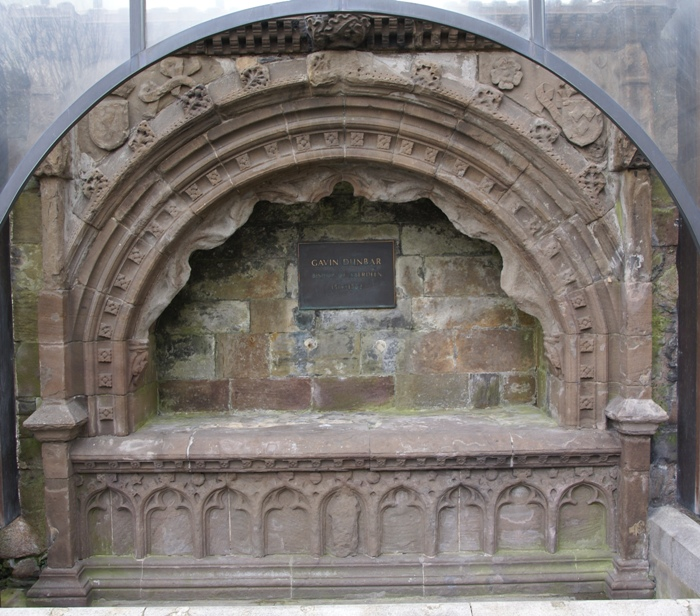
De zestiende-eeuwse tombe van bisschop Gavin Dunbar.

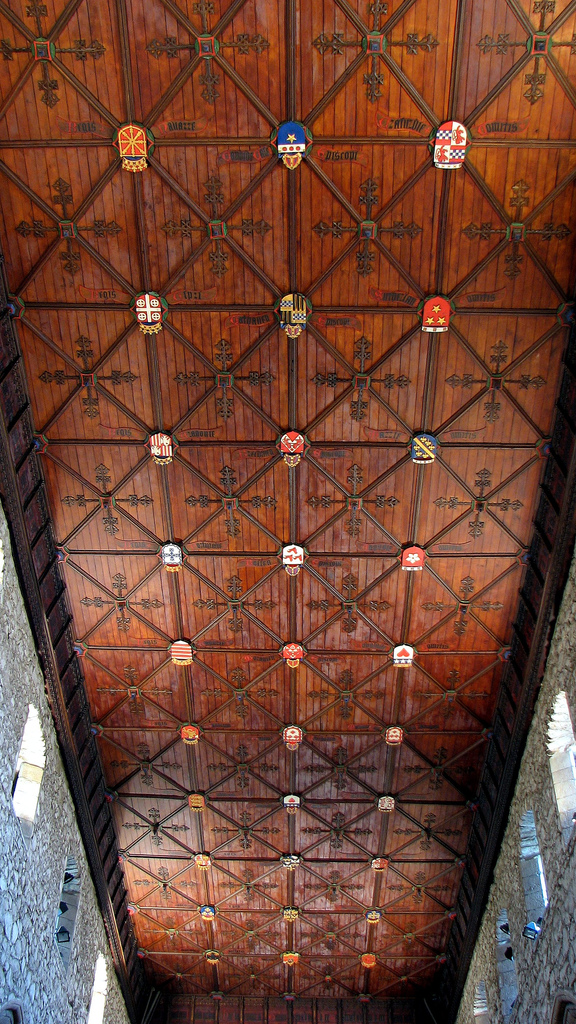
Het heraldische plafond uit de zestiende eeuw.

St Machar's Cathedral is een voormalige kathedraal uit de veertiende eeuw en sinds de Reformatie in 1560 een presbyteriaanse parochiekerk van de Church of Scotland, gelegen in Aberdeen in Schotland. Na de Reformatie raakte de kathedraal in verval. Het koor werd afgebroken door troepen van Oliver Cromwell. Aan het begin van de achttiende eeuw bestond de kerk enkel nog uit het schip en de westelijke torens.

## Geschiedenis
St Machar's Cathedral is genoemd naar Sint-Machar, die in de zesde eeuw door Columba van Iona naar het noordoosten van Schotland werd gestuurd om het christendom daar uit te dragen aan de Picten. Op de plaats van de huidige kathedraal zou Sint Machar een kerk hebben gebouwd. Voor deze vroege kerk is geen archeologisch bewijs. Toch zou het mogelijk zijn dat deze kerk heeft bestaan, aangezien David I in de twaalfde eeuw aangaf de zetel van het bisdom van Mortlach te verplaatsen naar Machar's costlyk kyrk in plaats van te refereren aan zijn koninklijke burgh van Aberdeen.
In 1131 werd de bisschoppelijke zetel naar Aberdeen verplaatst; de bisschop van dat moment was Nechtan (1122-1153). Rond 1165 was de eerste kathedraal gebouwd in romaanse stijl. Bisschop Henry de Chene (1282-1328) verwijderde het koor en liet het herbouwen in vroeg Engelse stijl.
In 1336 werd Aberdeen vernietigd door het leger van Eduard III van Engeland. Toen Alexander Kinninmond I (1328-1344) en Alexander Kinninmond II (1355-1380) het bisschopsambt bekleedden werd er begonnen met de bouw van de twee westelijke torens. De kathedraal die gebouwd werd, was een versterkte kerk van granieten metselwerk. Het schip werd afgebouwd door bisschop Henry Lichtoun (1422-1440). Het dak werd aangebracht door bisschop Ingram de Lindsay (1441-1458). De centrale toren werd gecompleteerd door bisschop William Elphinstone (1483-1514), die ook het King's College in 1495 stichtte. Het was bisschop Gavin Dunbar (1518-1532), die de tweelingtorens van een spits voorzag, een heraldisch plafond aanbracht in de kathedraal, een nieuw koor bouwde en zijn eigen tombe aanbracht in het zuidelijk transept.
Na de reformatie van 1560 verslechterde de toestand van de kathedraal. De kathedraal werd een presbyteriaanse parochiekerk. In 1567 werd het loden dak verwijderd evenals de kerkklokken.
In 1654 waren de troepen van generaal George Monck gelegerd in Aberdeen. Zij hergebruikten de stenen van het koor en van het nabijgelegen bisschoppelijk paleis voor een versterking op Castle Hill. In 1688 stortte de centrale toren in, waarbij de kruising, de transepten werden geruïneerd en het oostelijk deel van het schip werd beschadigd. In 1704 was het schip wind- en waterdicht gemaakt door een nieuwe gevel op te trekken aan de oostzijde van het schip, de ruïnes van de transepten buitensluitend.

## Bouw
St Machar's Cathedral werd gebouwd als een gefortificeerde kruiskerk. De kathedraal is west-oost georiënteerd. Aan de westzijde bevinden zich twee torens. Aan de oostzijde bevond zich het koor. De kathedraal had eveneens een centrale toren. In de 21e eeuw zijn het schip en de torens van de kathedraal nog steeds in gebruik, namelijk als parochiekerk van de Church of Scotland. De transepten zijn vervallen. De steunmuren voor de grote boog die het schip scheidde van de transepten is deels verwerkt in de gevel van de overgebleven kerk. In het zuidelijk transept bevindt zich de tombe van bisschop Gavin Dunbar (1514-1532). De Forbes Tombe zou op deze tombe geïnspireerd zijn. In het noordelijk transept bevindt zich de tombe van bisschop Leighton (of Lichtoun). De gisant van deze bisschop bevindt zich in de 21e eeuw in de kathedraal. Het koor is geheel verdwenen.
Het houten plafond in het schip dateert uit 1520 en is versierd met 48 heraldische wapens van Europese koningen (onder andere keizer Karel V en Jacobus V van Schotland), paus Leo X, Schotse geestelijken en Schotse edelen. Een houten drieluik gemaakt door Roland Fraser in 1997 gedenkt John Barbour, die in de veertiende eeuw het epische gedicht The Brus schreef. Het granieten doopvont, gemaakt in 1954 door Hew Lorimer, toont Sint Machar die mensen doopt in de Don.
Het 3-manueel orgel werd in 1892-1897 gemaakt door Willis en werd herbouwd door Rushworth & Dreaper in 1928 en 1956 en door Mander in 1973.

### Gebrandschilderde ramen
De St Machar's Cathedral heeft gebrandschilderde ramen uit de negentiende en twintigste eeuw. Het West Window werd in 1870 gemaakt door Clayton & Bell uit Londen. Het Crombie Window werd in 1908 gemaakt door Douglas Strachan en toont de legende van Sint Machar. Het War Memorial Window stamt uit 1924 en is eveneens gemaakt door Douglas Strachan; het toont onder andere Sint Michaël en de draak. Een vijftal ramen werden ontworpen door Daniel Cottier in de jaren zeventig van de negentiende eeuw en tonen onder andere de drie Deugden, Johannes de Doper en Sint-Petrus. Het oorspronkelijke oostraam werd tijdens een bombardement in de Tweede Wereldoorlog vernietigd; het werd vervangen in 1953 door William Wilson (1905-1972) met als thema vergiffenis. Alle ramen aan de noordzijde zijn aangebracht na de Tweede Wereldoorlog. Deze ramen zijn ontworpen door Margaret Chilton (1875-1962) en Marjorie Kemp (1886-1975).

## Beheer
St Machar's Cathedral wordt beheerd door de Church of Scotland en gebruikt als parochiekerk. De ruïnes van de transepten worden beheerd door Historic Environment Scotland.